# The Lion and the Mouse (film 1919)
The Lion and the Mouse è un film del 1919 diretto da Tom Terriss e interpretato da Conrad Nagel. Il film viene considerato perduto.
Grande successo di Broadway con protagonista l'attore Richard Bennett, la commedia da cui è tratta la sceneggiatura del film restò in scena dal 1905 al 1907 in diversi teatri per un totale di 586 recite.
Nel 1914, il lavoro di Charles Klein era già stato portato sullo schermo con il film The Lion and the Mouse, diretto da Barry O'Neil.
Nel 1928, verrà poi girato un altro The Lion and the Mouse, diretto da Lloyd Bacon e interpretato da Lionel Barrymore.

## Trama
Il giudice Rossmore è stato rimosso dal suo incarico con ignominia per colpa di Ryder, un influente finanziere. La figlia di Rossmore, Shirley, cerca di riportare all'onorabilità il nome del padre. Riesce a farsi assumere a casa di Ryder come segretaria, alla ricerca di prove per inchiodare quello che è definito "il leone di Wall Street". Alla fine, non solo ci riuscirà ma conquisterà anche il rispetto dell'anziano uomo d'affari che non si opporrà alle nozze della ragazza con suo figlio Jeff.

## Produzione
Il film fu prodotto dalla Vitagraph Company of America.

## Distribuzione
Il copyright del film, richiesto dalla Vitagraph Co. of America, fu registrato il 1º febbraio 1919 con il numero LP13363.
Distribuito dalla Vitagraph Company of America, il film - presentato da Albert E. Smith - uscì nelle sale cinematografiche USA il 16 febbraio 1919. Non si conoscono copie ancora esistenti della pellicola che viene considerata presumibilmente perduta.